# Capsula eiettabile

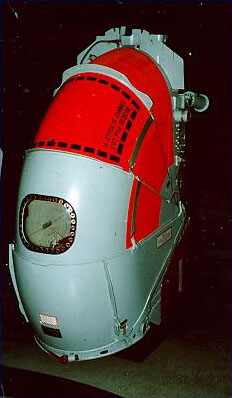
Capsula eiettabile di un B-58A Hustler

Una capsula eiettabile è un dispositivo di fuga per piloti (o astronauti) installato su particolari velivoli soggetti a condizioni estreme quali alte velocità o quote di volo elevate. L'equipaggio, nell'abbandonare il velivolo, rimane incapsulato e protetto fino a che le condizioni esterne non consentono una esposizione diretta o fino a che la capsula non tocca il suolo.

## Storia e tecnica
I primi studi sistematici sui sistemi di fuga dal velivolo furono condotti in Germania alla fine degli anni trenta quando, con l'aumento delle prestazioni dei velivoli dell'epoca, iniziarono a comparire i limiti della classica procedura di abbandono dell'aereo con il pilota che saltava fuori dalla cabina di pilotaggio per lanciarsi con il suo paracadute. Gli abitacoli sempre più raccolti ed aerodinamici uniti alle maggiori accelerazioni possibili conseguenti alla perdita di controllo del velivolo, richiedevano un sistema semi-automatico di espulsione che permettesse al pilota di separarsi in sicurezza dal velivolo.
Durante la seconda guerra mondiale, la Heinkel fu responsabile dello sviluppo di questi nuovi sistemi e, verso la fine del 1942, tutti gli aeroplani ad alte prestazioni costruiti impiegavano una qualche versione dei loro seggiolini eiettabili che venivano "sparati" fuori dal velivolo sfruttando dell'aria compressa. Il primo impiego pratico si ebbe il 13 gennaio 1942 durante un volo prova del primo caccia a reazione Heinkel He 280. Furono considerati dalla Heinkel anche sistemi a carica pirotecnica e sull'Heinkel He 176 (il primo prototipo al mondo di aereo-razzo) era previsto, in caso di emergenza, il completo sganciamento della sezione anteriore della fusoliera.
Con l'avvento dei primi aerei supersonici emersero ulteriori problematiche legate all'impatto subito dal pilota con la corrente d'aria supersonica. Agli inizi degli anni cinquanta, la Douglas propose diverse soluzioni (rimaste sulla carta) per la fuga dal velivolo ad alta velocità, tra cui la separazione completa della fusoliera anteriore in modo da proteggere il pilota fino a che la velocità e la quota esterna non fossero compatibili con il convenzionale abbandono con il paracadute personale. Anche la US Navy, ispirata dalle scelte della Douglas, studiò un modello di cabina di pilotaggio eiettabile, completamente autonomo e separabile dal velivolo mediante cariche pirotecniche, in grado di mantenere la pressurizzazione e galleggiare una volta ammarata.

### B-58 Hustler

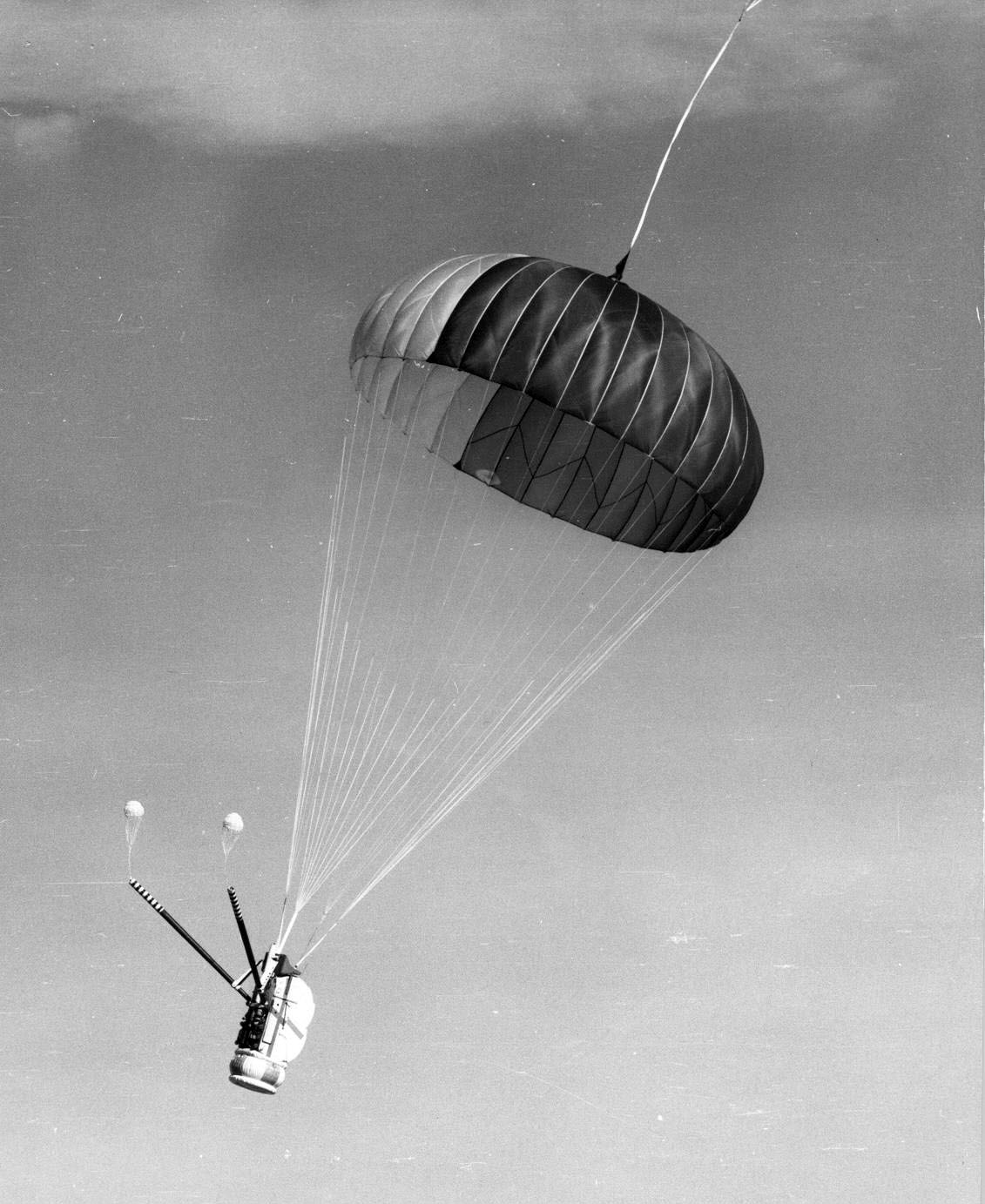
Una capsula eiettabile di XB-70 durante un test

Nell'ottobre del 1957 la United States Air Force introdusse nuovi requisiti progettuali per i sedili eiettabili certificati per l'uso a velocità di volo supersoniche. Nel 1958 la Stanley Aviation Company sviluppò per il bombardiere strategico bisonico B-58 Hustler un innovativo sistema a capsula costituito da una coppia di conchiglie che si chiudevano ermeticamente garantendo la pressurizzazione. Il pilota poteva, così protetto, continuare la procedura di espulsione attivando il motore a razzo o scendere a quote in cui la pressurizzazione non fosse più necessaria, governando il velivolo con comandi replicati posti all'interno della capsula. Dopo l'espulsione, un parafreno prima ed un paracadute poi rallentavano la capsula fino al suo atterraggio o ammaraggio. In quest'ultimo caso potevano anche essere attivati manualmente dei gonfiabili per stabilizzare la capsula.
Per testare la capsula venne anche impiegata un'orsa che, nel 1962, fu il primo essere vivente a sopravvivere ad una espulsione supersonica.

### XB-70A Valkyrie
Anche per il North American XB-70 Valkyrie si adottò una configurazione simile a quella del B-58, con una capsula per ciascun pilota dotata di impianto di ossigeno di emergenza, kit di sopravvivenza e una barra di comando per continuare a pilotare il mezzo anche con la capsula chiusa. La sequenza di chiusura prevedeva l'arretramento del sedile ed il richiamo degli arti del pilota all'interno della capsula seguiti dalla chiusura ermetica delle conchiglie e sua pressurizzazione. L'espulsione dal velivolo era comandata da interruttori posti sui braccioli che attivavano le cariche pirotecniche ed il motore a razzo per il rapido allontanamento dal velivolo. Dopo la separazione, una coppia di aste si dispiegavano per aumentare la stabilità della capsula e, dopo pochi secondi, il paracadute principale si apriva. Un airbag installato nella parte inferiore ed attivato manualmente attutiva l'impatto al suolo.
In occasione dell'incidente del 1966 in cui un XB-70 si scontrò in volo con un F-104 Starfighter, solo il pilota riuscì ad eiettarsi (a fatica, dopo essersi liberato il braccio incastrato nelle conchiglie) mentre il sedile del copilota non riuscì a retrarsi nella capsula a causa delle forti accelerazioni generatesi durante la discesa in vite e si schiantò al suolo con l'aereo. Nonostante il paracadute del pilota si fosse regolarmente aperto, la mancata attivazione dell'airbag ventrale della sua capsula comportò un duro impatto al suolo, con un picco di 44g (parzialmente mitigato dal cedimento strutturale del seggiolino). Il pilota riportò diverse ferite, ma, sorprendentemente, nessuna frattura.

### F-111 e B-1 Lancer

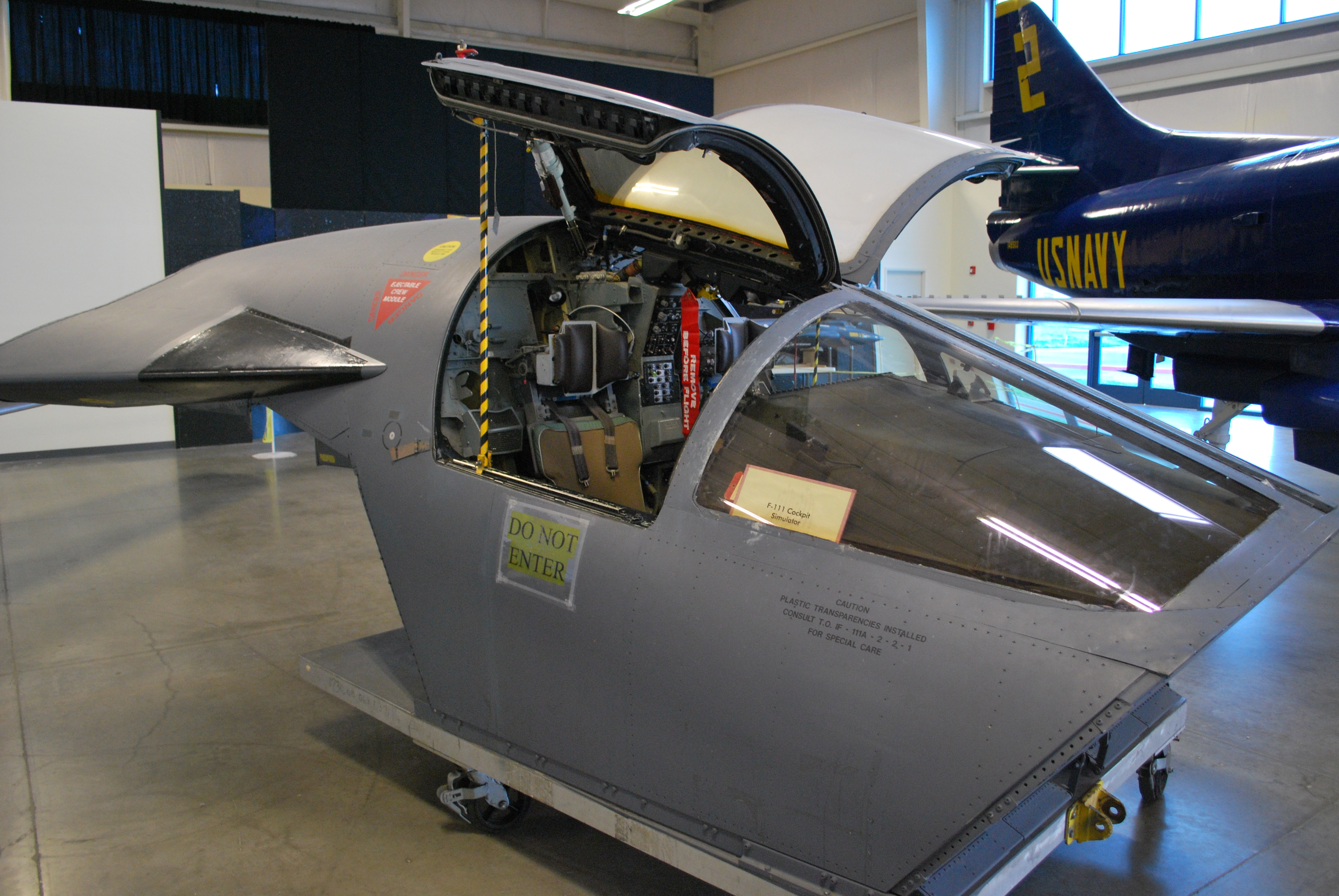
Un modulo cabina eiettabile di F-111.

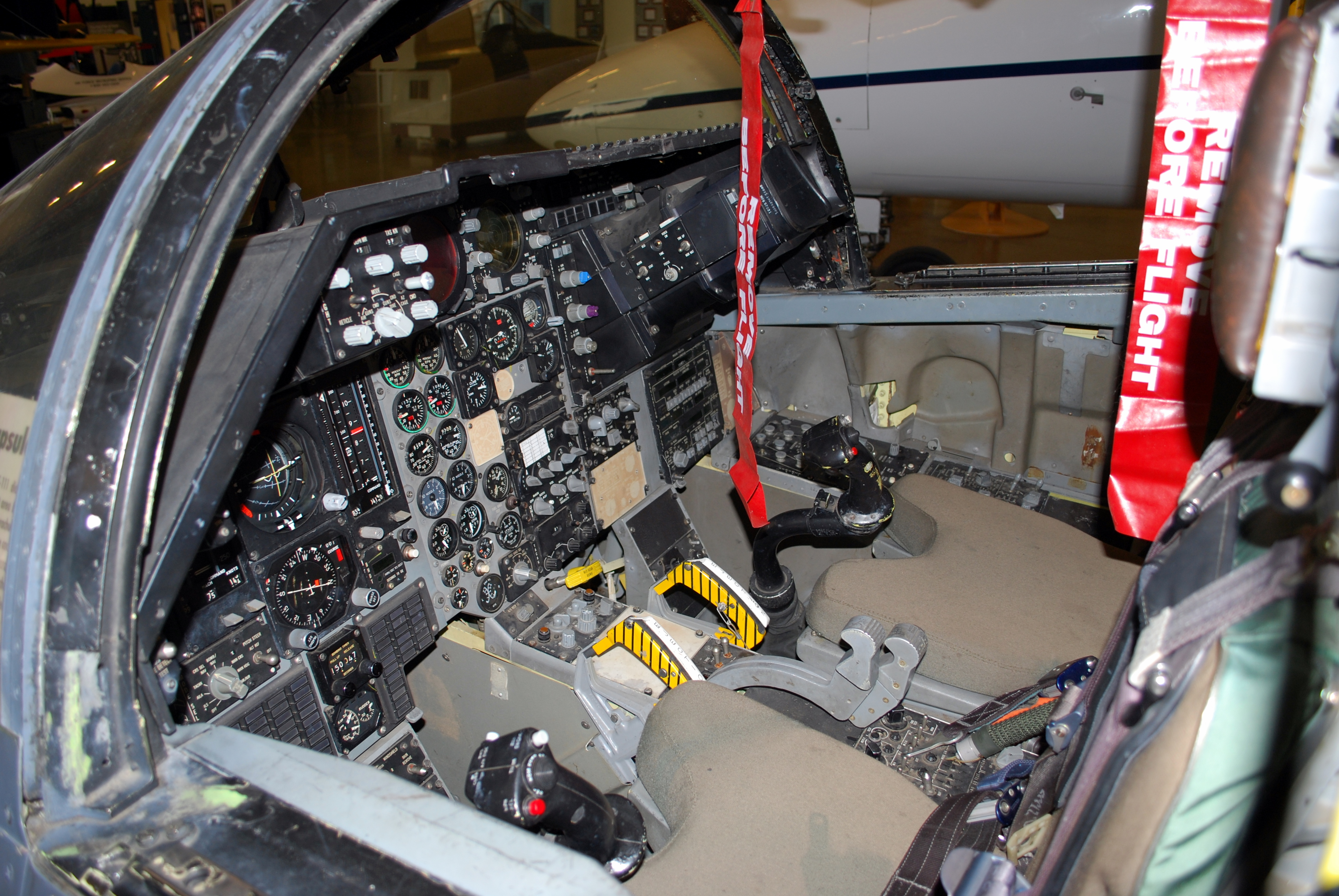
L'interno del modulo. Si notano le maniglie gialle a "D" al centro della piantana comandi per l'attivazione della sequenza di espulsione

Con il General Dynamics F-111 (ed in seguito con i primi 3 prototipi del B-1A Lancer) si seguì un approccio differente che prevedeva la separazione completa della cabina di pilotaggio (in cui i piloti erano seduti affiancati) dal velivolo del peso complessivo di circa 1360 kg. Il sistema era progettato per funzionare lungo tutto l'inviluppo di volo, a partire da quota zero e velocità appena superiori a 50 nodi. La sequenza di espulsione era avviata schiacciando e tirando verso l'alto una delle due maniglie a D poste al centro della piantana comandi in modo da attivare la catena pirotecnica. Delle ghigliottine mosse da cartucce esplosive tagliavano le connessioni elettriche, i cavi comando ed interrompevano la linea dell'ossigeno principale ed attivavano quella di emergenza (utilizzata in caso di fuga o avaria dell'impianto principale) con un'autonomia di dieci minuti. Un interruttore meccanico che interrompeva la catena pirotecnica era selezionabile dai piloti nel caso non fossero necessarie le contromisure radar al momento dell'espulsione.
Dopo 0,35 secondi dall'attivazione della catena pirotecnica, iniziava la separazione fisica dell'abitacolo con cariche esplosive che tagliavano in punti prestabiliti le lamiere strutturali di collegamento con il velivolo. Dopo altri 0,15 secondi veniva attivato il motore a razzo a combustibile solido da 120 kN di spinta (che aumentava progressivamente per evitare accelerazioni altrimenti fatali per il pilota) e la cabina si allontanava velocemente dal velivolo. Esaurita la spinta del razzo, un paracadute di estrazione (pilotino) veniva catapultato fuori, comandando l'apertura del paracadute principale. La sequenza terminava con il gonfiaggio con azoto di un cuscino di neoprene sotto la cabina destinato ad assorbire l'impatto al suolo. In caso di ammaraggio era possibile attivare manualmente il gonfiaggio di altri cuscini per stabilizzare il galleggiamento.
Il modulo dei primi tre prototipi del B-1A Lancer era considerevolmente più grande di quello dell'F-111, prevedendo un equipaggio di sei persone. Uno dei tre esemplari ebbe un incidente nell'agosto del 1984 a causa di un problema nel trasferimento del carburante durante la variazione manuale della geometria delle ali (le ali si muovevano più velocemente del rateo di trasferimento carburante, provocando uno sbilanciamento dei pesi, uno stallo e successiva entrata in vite a bassa quota). A causa di un meccanismo mal funzionante, i paracadute non si disposero in maniera opportuna in modo da far atterrare la capsula sui cuscini ventrali, ma la portarono ad impattare al suolo frontalmente, sbattendo i piloti in avanti contro gli strumenti. Nell'incidente morì il copilota, mentre il comandante e l'ingegnere di volo riportarono gravi ferite.